# Bandeira da Califórnia

Bandeira da Califórnia

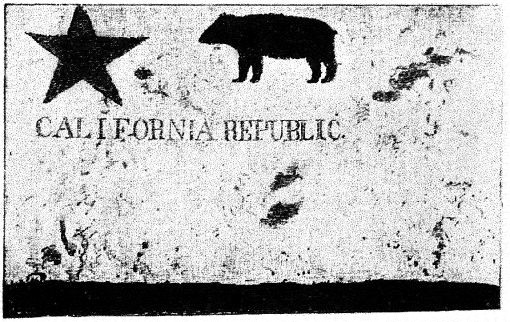
A bandeira original, fotografada em 1890.

A Bandeira da Califórnia consiste em um campo branco no qual estão inseridas uma estrela vermelha do lado superior esquerdo, um urso-cinzento no centro, em homenagem ao hoje extinto urso da california, a inscricão em inglês "CALIFORNIA REPUBLIC", que significa "República da Califórnia" e uma faixa vermelha na parte inferior. O urso é símbolo de força.
O desenho atual foi baseado em uma bandeira hasteada em Sonoma em 14 de junho de 1846 quando um grupo de norte-americanos proclamou a independência da República da Califórnia. Em 1911 foi adotada como bandeira estadual. Em 1953, as especificações para o desenho foram padronizadas em uma lei assinada pelo governador Earl Warren. A bandeira da Califórnia é frequentemente chamada de "A Bandeira do Urso" e, de fato, na lei de adoção da bandeira está escrito: "The Bear Flag is the State Flag of California", ou seja, "A bandeira do urso é a bandeira do estado da Califórnia".